# Салиште (Хунедоара)
Салиште (рум. Săliște) насеље је у Румунији у округу Хунедоара у општини Бајица. Oпштина се налази на надморској висини од 294 m.

## Становништво
Према подацима из 2002. године у насељу је живело 307 становника, од којих су сви румунске националности.